# ㄴ

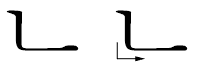
筆順

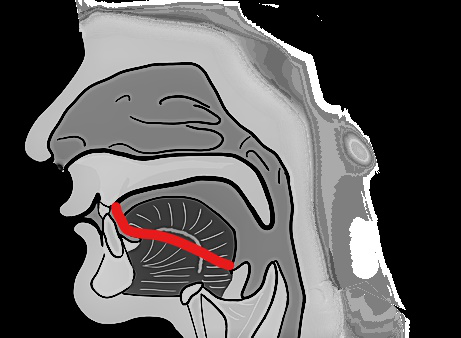
ㄴの象形

ㄴは、ハングルを構成する子音字母のひとつ。2番目の字母（『訓蒙字会』以降。『訓民正音』当時は最初の「ㄱ」から濃音を含めなければ6番目、濃音も含めれば8番目）。名称はニウン（니은）。

## 音声
音素は/n/で表され、歯茎鼻音[n]である。終声では、舌端を歯茎から離さない。
ㄹと隣り合うと/l/となる。また、前の音節の閉鎖音（終声のㄱ, ㄷ, ㅂおよびそれらと同じ発音をするもの）を鼻音化する。
| 音価 | 終声字                     | 複合終声字           | 複合終声字 |
| 音価 | 終声字                     | 前                   | 後         |
| ---- | -------------------------- | -------------------- | ---------- |
| ㄱ   | ㄱ, ㅋ, ㄲ                 | ㄳ                   | ㄺ         |
| ㄷ   | ㄷ, ㅅ, ㅆ, ㅈ, ㅊ, ㅌ, ㅎ |                      |            |
| ㅂ   | ㅂ, ㅍ                     | ㅄ                   | (ㄼ), ㄿ   |
| ㄹ   | ㄹ                         | ㄼ, ㄽ, ㄾ, ㅀ, (ㄺ) |            |
| ㄴ   | ㄴ                         | ㄵ, ㄶ               |            |
| ㅁ   | ㅁ                         |                      | ㄻ         |
| ㅇ   | ㅇ                         |                      |            |

## 用例
用例： 나(ナ) 니(ニ) 누(ヌ) 네(ネ) 노(ノ) 냐(ニャ) 뉴(ニュ) 뇨(ニョ)
- 日本語の「ン」は一般的にㄴの終声を用いる。ただしキャラクター名や敬称の「さん」「ちゃん」を表す場合、後に母音が続く場合など、慣用的にㅇの終声が用いられる例もある。

韓国においては、頭音法則により漢字音/ㄹ/がこの音声になることが多い。また、/ㅣ/，/ㅑ/，/ㅕ/，/ㅖ/，/ㅛ/，/ㅠ/の前では、漢字音/ㄴ/が無音（ㅇ）になる頭音法則も適用される。
- 논리（論理） - 이론（理論）
- 여자（女子） - 남녀（男女）

複合語では音声として出現するケースがある。詳細はリエゾン#朝鮮語を参照。

## 訓民正音
『訓民正音』初声体系では舌音の不清不濁に分類されており、訓民正音の世宗序では「舌音如那字初發聲」と規定されている。字形は『訓民正音解例』制字解によると、舌を上あごにつけた形、つまり[n]を発音するときの舌の形を象ったとされる。同じ舌音に属する「ㄷ」「ㅌ」はこれに筆画を足すことで作られている。また異体の字として半舌音ㄹがある。
字母の名称は『訓蒙字会』（1527年）によりニウン（尼隠）と名付けられた。
訓民正音によれば、不清不濁であるため、終声に用いれば「平上去声」となるとされていた。

## ラテン文字転写
文化観光部2000年式、マッキューン＝ライシャワー式ともに初声も終声もnと表記される。

## 文字コード
| 名称                   | 用途   | コード | HTML実体参照コード | 表示 |
| HANGUL LETTER NIEUN    | 単体   | U+3134 | &#12596;           | ㄴ   |
| HANGUL CHOSEONG NIEUN  | 初声用 | U+1102 | &#4354;            | ᄂ   |
| HANGUL JONGSEONG NIEUN | 終声用 | U+11AB | &#4523;            | ᆫ     |